# Choi Kyu-sok
Pour les articles homonymes, voir Choi.
Dans ce nom coréen, le nom de famille, Choi, précède le nom personnel.
최규석
Œuvres principales
Première œuvre : Nouilles Tchajang
Autres ouvrages :
- L'Amour est une protéine
- Le marécage
- Corée, la Corée vue par 12 auteurs

Choi Kyu-sok (최규석) est un manhwaga né en 1977 à Changwon en Corée du Sud.

## Biographie
Choi Kyu-sok est né à Changwon, en Corée du Sud, en 1977. Il est diplômé du département de bande dessinée de l’université de Sangmyeong.
Dès l'âge de 21 ans, il travaille sur différentes histoires dont plusieurs seront publiées dans des journaux et des magazines ; certaines seront même primées. Il s'est rapidement distingué comme un auteur majeur de manhwa en Corée grâce notamment à son humour noir, qui maintient néanmoins dans la réalité et grâce à son aisance dans l'utilisation de diverses techniques graphiques.
En 1998, il reçoit la médaille d'or du concours des jeunes dessinateurs dans la catégorie manhwa pour adultes organisé par la maison d'édition Seoul Munhwasa pour Aiguille de pin, coïllustré par Seo Kyung-sun et Jung Hyun-uk.
En 2002, il reçoit le Grand prix catégorie « caricature » lors du Festival international de la bande dessinée organisé par Dong-A LG pour Cocaman.
En 2003, il fait paraître en français Nouilles Tchajang (Kana), réalisé avec Byun Ki-hyun (avec qui il a vécu et suivit ses études à l'université de Sangmyeong) d’après l’œuvre de Ahn Do-hyun. La même année, il reçoit, des mains du président de la République, un prix récompensant les talents les plus prometteurs du XXIe siècle.
En 2004, les éditions Casterman publient un recueil de nouvelles écrit par Choi Kyu-sok. L'Amour est une protéine rassemble 6 récits, dont Aiguille de pin et Cocaman.
En 2005, un deuxième recueil, Le marécage est publié, également aux éditions Casterman. C'est un recueil de récits en 4 pages, toutes consacrées au premier amour de Choi Kyu-sok : l'humour.
En 2006, il participe au recueil de bandes dessinées collectif, Corée : la Corée vue par 12 auteurs également publié chez Casterman.
Il est membre d'un trio de dessinateurs de manhwas, « Métamorphose en trois étapes », avec Byun Ki-hyun et Suk Jung-hyun.
En parallèle de ses activités créatives, il enseigne dans un lycée professionnel spécialisé dans le dessin animé en province.